# 安芸灘諸島連絡架橋
| 安芸灘大橋（2005年4月22日） |  | 広島-愛媛県境 |
| 安芸灘大橋（2005年4月22日） |  | 広島-愛媛県境 |

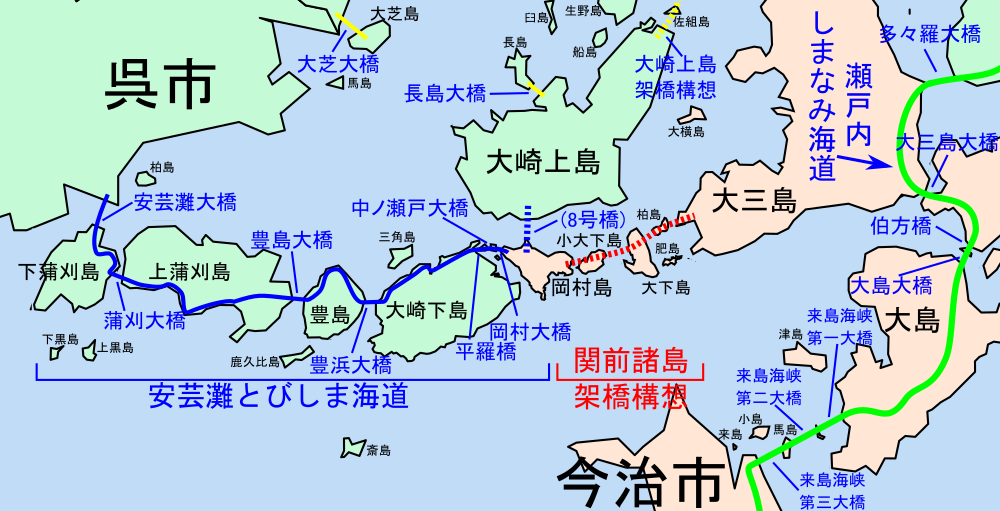
緑地が広島県、ピンク地が愛媛県

安芸灘諸島連絡架橋（あきなだしょとうれんらくかきょう）は、本州側の広島県呉市とその南東に位置する安芸灘諸島の島々を結ぶ、8つの橋梁（総延長：約 5,300 m）の総称である。愛称の「安芸灘とびしま海道」と呼ばれることが多い。
7号橋の岡村大橋は、小規模な橋ながら広島県と愛媛県の県境をまたいでいる。

## 概要
広島県呉市の本州側から、安芸灘諸島のうち、5つの有人島と2つの無人島を結ぶルートを8本の橋で瀬戸内海を渡るルートである。本州側から、8橋で唯一の有料道路となる安芸灘大橋（1号橋）で下蒲刈島へ渡る。続いて、上蒲刈島へは蒲刈大橋（2号橋）、豊島へは豊島大橋（3号橋）、大崎下島へは豊浜大橋（4号橋）と有人島に渡っていく。さらに、農耕地がある無人島の平羅島へは平羅橋（5号橋）、同じく無人島の中ノ島へは中の瀬戸大橋（6号橋）で海を渡り、最後に岡村島へ岡村大橋（7号橋）で渡る。
- 総延長：約 5,300 m（8つの橋梁の総延長）
- 区間：本州 - 下蒲刈島 - 上蒲刈島 - 豊島 - 大崎下島 - 平羅島 - 中ノ島 - 岡村島 - （以下未成）大崎上島
  - 下蒲刈島から中ノ島までは広島県呉市、岡村島は愛媛県今治市、大崎上島は広島県豊田郡大崎上島町に属する。

現在8号橋（名称未定）を除き、1号から7号までの7本の橋で供用されており、有料の安芸灘大橋を除いて、他の橋は無料で通行できる。8号橋は計画段階であり事業化されていない。岡村島から先の交通路は、小大下島、大下島、大三島、四国の今治市と船で連絡する。また、岡村島から4本の橋により小大下島、大下島、柏島を経由して大三島へ繋ぎ、西瀬戸自動車道（瀬戸内しまなみ海道）に接続する関前諸島架橋構想が存在する。
各橋梁の形式は、吊り橋や斜張橋、トラス橋というように、それぞれが異なっている。

## 愛称
2008年8月28日、公募により1号橋（安芸灘大橋）から7号橋（岡村大橋）の区間愛称が「安芸灘とびしま海道」に決定した。また、「しまなみ海道」をもじって「裏しまなみ海道」と呼ばれることもある。また、5号橋から7号橋までを含む大崎下島から岡村島へと至る区間には「安芸灘オレンジライン」の愛称がある。
『安芸灘とびしま海道』は、全国から寄せられた3118件の愛称決定応募作品の中から選ばれたものであり「瀬戸内海に浮かぶ島々は、あたかも庭園をわたる飛石（とびいし）のようで、安芸灘へと通じる海の道…」をイメージして名付けられたとされている。

## 構成する橋
| 名称  | 名称         | 区間                | 通行料金 | 開業日         | 橋長     | 構造               | 備考 | 備考 |
| ----- | ------------ | ------------------- | -------- | -------------- | -------- | ------------------ | --- | --- |
| 1号橋 | 安芸灘大橋   | 本州 - 下蒲刈島     | 有料     | 2000年1月18日  | 1175 m   | 3径間2ヒンジ吊り橋 | 広島県道74号下蒲刈川尻線に含まれている                                                                         | 広島県道74号下蒲刈川尻線に含まれている |
| 2号橋 | 蒲刈大橋     | 下蒲刈島 - 上蒲刈島 | 無料     | 1979年10月     | 480 m    | 3径間2連続トラス橋 | 蒲刈広域農道に含まれている                                                                                     | 蒲刈広域農道に含まれている |
| 3号橋 | 豊島大橋     | 上蒲刈島 - 豊島     | 無料     | 2008年11月18日 | 903 m    | 単径間吊り橋       | 愛称「アビ大橋」 広島県道356号豊浜蒲刈線に含まれている                                                         | 愛称「アビ大橋」 広島県道356号豊浜蒲刈線に含まれている                                                                                    |
| 4号橋 | 豊浜大橋     | 豊島 - 大崎下島     | 無料     | 1992年11月30日 | 543 m    | 3径間連続トラス橋  | 大崎下島広域農道に含まれている                                                                                 | 大崎下島広域農道に含まれている |
| 5号橋 | 平羅橋       | 大崎下島 - 平羅島   | 無料     | 1995年         | 98.5 m   | PC斜張橋           | 安芸灘 オレンジライン（愛称）                                                                                  | 大崎下島広域農道に含まれている |
| 6号橋 | 中の瀬戸大橋 | 平羅島 - 中ノ島     | 無料     | 1998年11月6日  | 251 m    | ニールセンローゼ橋 | 安芸灘 オレンジライン（愛称）                                                                                  | 大崎下島広域農道に含まれている |
| 7号橋 | 岡村大橋     | 中ノ島 - 岡村島     | 無料     | 1995年         | 228 m    | ニールセンローゼ橋 | 安芸灘 オレンジライン（愛称）                                                                                  | 大崎下島広域農道に含まれている。 将来的な構想として、岡村島から小大下島、大下島を通って愛媛県今治市（大三島）方面への架橋計画が存在する。 |
| 8号橋 | （未定）     | 岡村島 - 大崎上島   | （未定） | （未供用）     | （未定） | （未定）           | 8号橋は計画段階であり事業化されていない。 将来的な構想として、大崎上島から広島県竹原市への架橋計画が存在する。 | 8号橋は計画段階であり事業化されていない。 将来的な構想として、大崎上島から広島県竹原市への架橋計画が存在する。                            |

## 沿線
瀬戸内海の中西部に位置する安芸灘の島々を結ぶ道路である。しまなみ海道と比較すると橋そのものの規模は小さく、観光地としてはマイナーな点は否めないが、下蒲刈島の朝鮮通信使関連の建物の復元や、上蒲刈島のビーチ・宿泊施設・温泉・B&G・天文台等を有するリゾート施設（県民の浜蒲刈）、大崎下島の御手洗地区などに「風待ち港」として賑わいを見せていた当時の面影を残す町並みがある。

### 通過する自治体
広島県呉市 - 愛媛県今治市（旧・関前村であり今治市街まで通じているわけではない）将来的には豊田郡大崎上島町まで
平成の大合併以前は、
豊田郡川尻町 - 安芸郡下蒲刈町 - 安芸郡蒲刈町 - 豊田郡豊浜町 - 豊田郡豊町 - 越智郡関前村（ - 豊田郡大崎町・木江町・東野町）
（関前村のみ愛媛県）
を通過していた。